# Terremoto di Lorca del 2011
Il terremoto di Lorca del 2011 è stato un evento sismico verificatosi l'11 maggio 2011 con epicentro presso Lorca, nella parte meridionale della Spagna, alle ore 18:47 locali, alla profondità di 1 km. Il sisma ha avuto una magnitudo di 5.1 Richter. Il terremoto ha provocato la morte di 9 persone e decine di feriti. Si tratta del peggior terremoto che abbia colpito la regione dal 1956.